# 국가재난안전교육원
국가재난안전교육원(國家災難安全敎育院, National Disaster Management Training Institute, NDTI)은 대한민국 행정안전부의 소속기관이다. 2024년 12월 31일 발족하였으며, 충청남도 공주시 사곡면 연수단지길 90에 위치하고 있다. 원장은 고위공무원단 나등급에 속하는 일반직공무원으로 보한다.

## 설치 근거 및 소관 업무

### 설치 근거
- 「행정안전부와 그 소속기관 직제」 제2조제1항[3]

### 소관 업무
- 민방위·비상대비·재난 및 안전관리 분야의 직무에 종사하는 공무원 및 민간인 등의 교육훈련
- 민방위·비상대비·재난 및 안전관리 분야의 교육·훈련기법의 연구·개발

## 연혁
- 1987년 1월 1일: 내무부 소속으로 중앙민방위학교 설치.[4]
- 1994년 4월 21일: 지방행정연수원의 하부조직인 민방위교육담당관실로 흡수.[5]
- 1999년 1월 1일: 민방위교육담당관실을 국가전문행정연수원 자치행정연수부 민방위교육과로 개편.[6]
- 2004년 6월 1일: 소방방재청 소속 민방위교육관으로 승격.[7]
- 2006년 3월 6일: 국립방재교육연구원으로 개편.[8]
- 2011년 10월 25일: 중앙민방위방재교육원으로 개편.[9]
- 2014년 11월 19일: 국민안전처 소속 국가민방위재난안전교육원으로 개편.[10]
- 2017년 7월 26일: 행정안전부 소속으로 변경.[11]
- 2024년 12월 31일: 국가재난안전교육원으로 개편.[12]

## 조직

### 원장
- 기획협력과[13]
- 재난안전교육과[13]
- 민방위비상대비교육과[13]

## 같이 보기
- 국립재난안전연구원
- 국세공무원교육원
- 관세국경관리연수원
- 통계교육원
- 경찰수사연수원
- 전통문화교육원
- 산림교육원
- 국제지식재산연수원